# Kościół Świętych Piotra i Pawła w Tworkowie
Kościół Świętych Apostołów Piotra i Pawła – zabytkowy parafialny kościół rzymskokatolicki znajdujący się w Tworkowie przy ul. Głównej 19. Kościół należy do dekanatu tworkowskiego diecezji opolskiej.
Kościół Świętych Piotra i Pawła został wpisany do rejestru zabytków pod numerem 151/55 decyzją z 17 lutego 1955 roku (w 2019 roku przepisany do rejestru zabytków województwa śląskiego pod numerem 570/2019).

## Historia
Pierwsze wzmianki o kościele w Tworkowie pochodzą z 1339 roku. 2 maja 1676 roku we wsi wybuchł pożar, który zniszczył kościół, plebanię i część wiejskich zabudowań. Do początku lat 90. XVII wieku we wsi funkcjonował tymczasowy, drewniany kościół. Budowę obecnego kościoła rozpoczęto 6 kwietnia 1691 roku. Do roku 1692 pracami kierował mistrz Graffenrenter, następnie, do ukończenia kościoła w 1694, budowniczy Jan Zeller z Opawy.
Nową świątynię konsekrował w roku 1697 sufragan wrocławski Johann Brunetti. 
W 1749 roku powiększono zakrystię.  
W 1945 roku kościół został uszkodzony w wyniku działań wojennych. Zniszczeniu uległa między innymi wieża oraz dach kościoła. Uszkodzenia naprawiono w latach 1946–1948.  
W latach 90. XX wieku rozpoczęto kompleksowy remont kościoła. 
W 1998 roku boczną kaplicę (marowni) przeznaczono na ekspozycję sarkofagów i trumien z krypty kościoła. 

## Architektura
Kościół znajduje się w centrum wsi, na wzniesieniu. Orientowany, murowany z cegły, otynkowany. Kościół jest jednonawowy, z prezbiterium zamkniętym prostą ścianą. Do prezbiterium od strony wschodniej przylega zakrystia, od północy przybudówka miesząca w przyziemiu dawną marownię i kaplicę, na piętrze lożę kolatorską. Od zachodu do kościoła dostawiona jest wieża nakryta baniastym hełmem. Dachy nawy i prezbiterium wysokie, dwuspadowe. W dachu nad prezbiterium umieszczona jest sygnaturka.
Elewacje o podziałach ramowych. Fasada symetryczna z dominującą czterokondygnacyjną wieżą, ozdobiona pilastrami. Wieża w trzeciej kondygnacji ujęta w spływy wolutowe. Elewacje boczne 5-osiowe dzielone lizenami. W elewacji południowej, w lizenach, znajdują się dwie wnęki, w których umieszczone są rzeźby Świętych Piotra i Pawła, prawdopodobnie przeniesione z pałacu. Elewacja wschodnia zwieńczona szczytem ujętym w spływy wolutowe.

## Wnętrze i wyposażenie

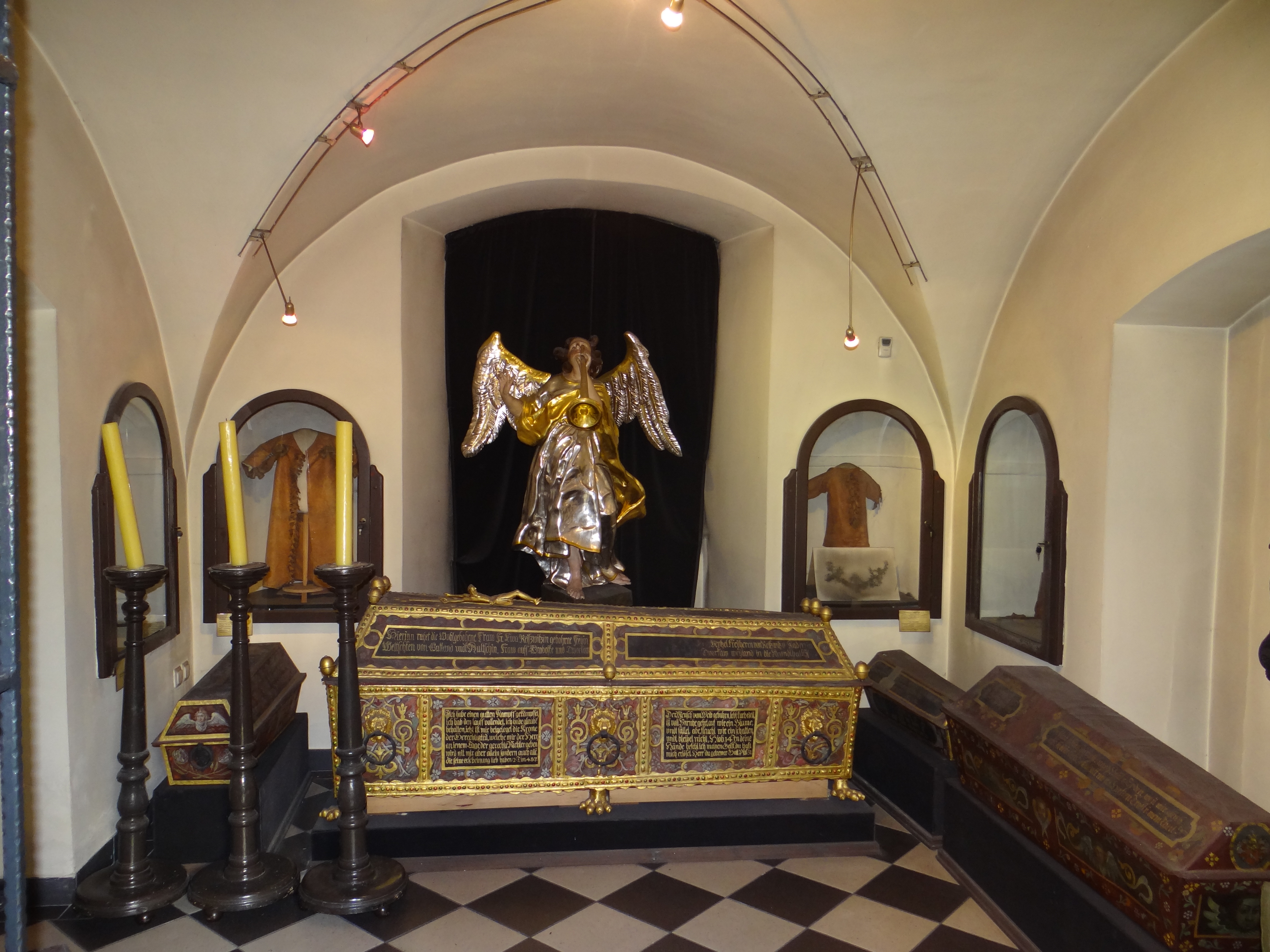
Ekspozycja w dawnej marowni

Kościół z trójprzęsłową nawą i jednoprzęsłowym prezbiterium. Ściany dzielone lizenami, na których umieszczone są jońskie pilastry z festonami, na nich belkowanie z dekoracyjnym fryzem oraz wydatnym gzymsem. Łuk tęczowy o wykroju półkolistym z herbem Reisswietzów w kluczu. W części zachodniej nawy chór muzyczny wsparty na dwóch kolumnach i dwóch półkolumnach. Nawa i prezbiterium przykryte sklepieniami kolebkowymi na gurtach, z lunetami, kaplice, kruchty oraz przestrzeń pod wieżą - sklepieniami krzyżowo-żebrowymi.
Większość wyposażenia kościoła jest w stylu barokowym i pochodzi z XVII i XVIII wieku. Ołtarz główny wykonany w XVII/XVIII wieku, posiada w centralnej części obrazy Nakarmienie rzesz (XVII/XVIII wiek) i Wręczenie kluczy świętemu Piotrowi (XIX wiek). W kościele są trzy ołtarze boczne: dwa barokowe z XVII/XVIII wieku (św. Małgorzaty i Chrystusa Bolesnego) oraz jeden późnobarokowy sprzed 1719 roku, pod wezwaniem św. Jana Nepomucena. Z XVII/XVIII wieku pochodzą również: ambona, chrzcielnica oraz nadwieszona, drewniana loża kolatorska. 

### Krypta
W części południowej nawy znajduje się krypta, będąca pozostałością po wcześniejszym kościele, miejsce pochówku zmarłych z rodziny Reisswietzów, dawnych właścicieli Tworkowa. We wrześniu 1993 roku w krypcie odkryto zespół XVII-wiecznych sarkofagów.

## Otoczenie
Na cmentarzu wokół kościoła zachowało się wiele zabytkowych nagrobków. Naprzeciw głównego wejścia do kościoła znajduje się grób proboszcza tworkowskiego Augustyna Weltzla (1817-1879), który zasłynął jako autor opracowań historycznych dotyczących Górnego Śląska.
Od strony południowej przy bramie znajduje się kamienna, barokowa figura św. Floriana z 1751 roku oraz neogotycka rzeźba Męki Pańskiej z 2. połowy XIX wieku.